# جعلت نفسها تلميذة الرجل الحكيم
جعلت نفسها تلميذة الرجل الحكيم (بالإنجليزية: She Professed Herself Pupil of the Wise Man)‏ هي رواية خفيفة يابانية نشرت لأول مرة في 2012 وتم عمل مانغا مقتبسة منها نشرت في 2016 ومن المقرر عمل مسلسل أنمي من إنتاج استوديو أي - كات سيعرض في يناير 2022.